# Helscène en monsters
Helscène en monsters is een dubbelzijdige tekening toegeschreven aan de Zuid-Nederlandse schilder Jheronimus Bosch in het Kupferstichkabinett in Berlijn.

## Voorstelling
In het midden hakken drie mannen in op een over een aambeeld liggende, naakte figuur. Vlak daarvoor ligt een andere naakte figuur op de grond. Daaromheen zijn vijf monsters afgebeeld, waaronder een visachtig dier dat een man opslokt.
Het motief van de naakte man op het aambeeld komt ook voor op het Laatste Oordeel-drieluik van Bosch en houdt verband met Tondalus' visioen, waarin verteld wordt hoe duivels de zielen van verdoemden op een aambeeld aan elkaar smeden.
Hetzelfde motief komt ook voor op het schilderij De Zeven Hoofdzonden, waar het gebruikt is als illustratie van de hoofdzonde Accidia (luiheid). Volgens Bosch-auteur Ludwig von Baldass heeft de voorstelling op de tekening in Berlijn ook die betekenis.

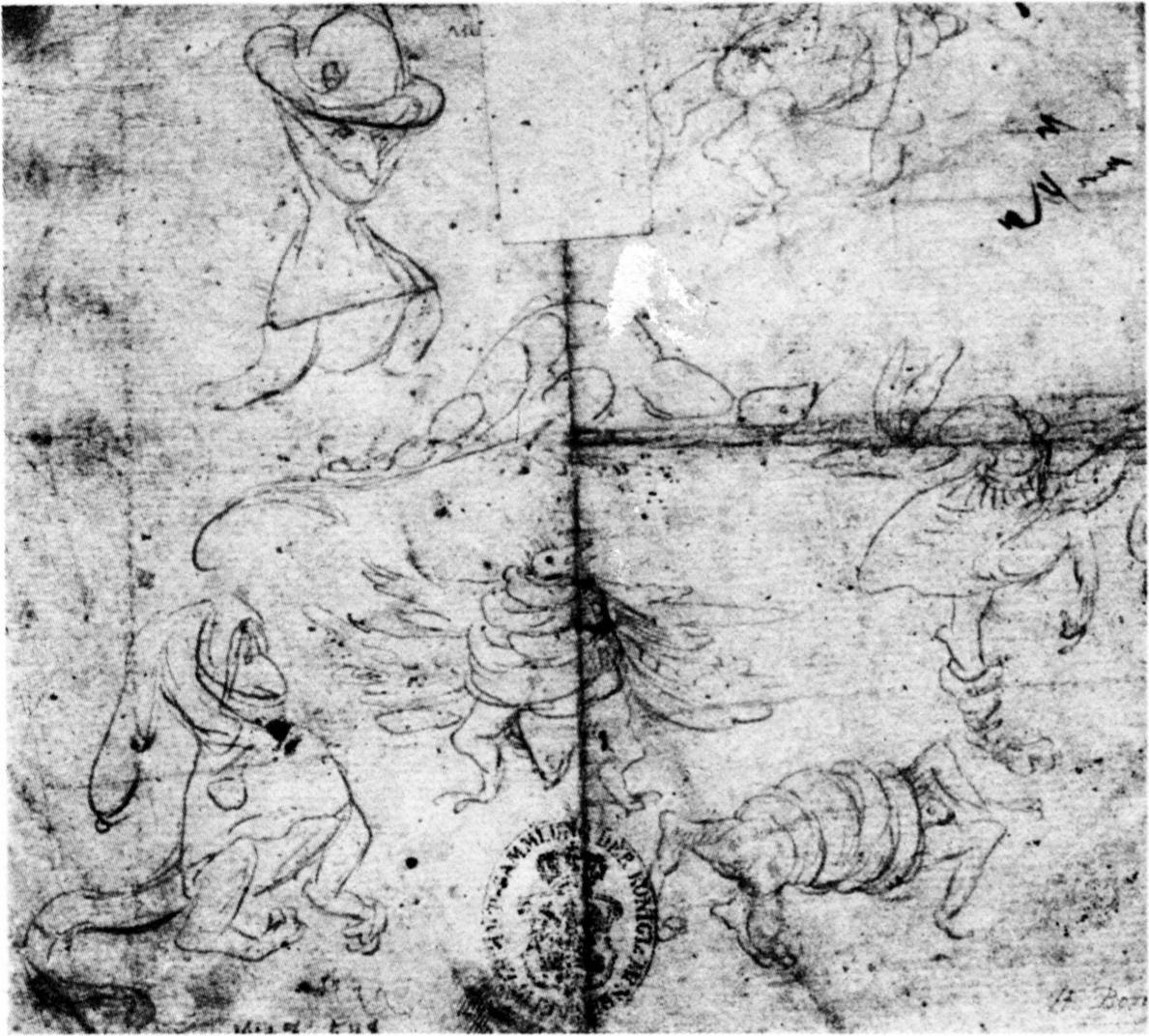
Achterzijde: Monsters.

## Achterzijde
Op de achterzijde staan zeven monsters, waaronder twee monsters met mensengezichten.

## Toeschrijving
In de literatuur wordt de tekening in verband gebracht met het Laatste Oordeel-drieluik, de Opstanding van de doden en verdoemden die naar de hel worden gevoerd en een tekening met monsters in het Ashmolean Museum in Oxford. De tekening werd door Max Friedländer, Ludwig von Baldass en Jacques Combe aan Bosch toegeschreven. Deze toeschrijving werd door Charles de Tolnay in twijfel gebracht.